# Potts Range
Die Potts Range ist ein Gebirgszug in der Region Canterbury auf der Südinsel von Neuseeland.

## Geographie
Die Potts Range befindet sich nordöstlich des Zusammenflusses des Havelock River und des Clyde River und der damit verbundenen Bildung des Rangitata River. Die westliche Seite der Potts Range wird von Nord nach Süd durch die Flüsse Lawrence River, Clyde River und Rangitata River, mit den dahinter liegenden Gebirgszügen Jollie Range, Cloudy Peak Range und Two Thumb Range begrenzt. Im Nordosten findet Potts Range hingegen in der Arrowsmith Range eine Fortsetzung und im Osten trennt der Potts River das Gebirge von der Big Hill Range.
Der rund 22 km lange und in einem Bogen von Südosten über West nach Nordosten verlaufende Gebirgszug, findet mit dem 2184 m hohen Mount Potts seinen höchsten Punkt. Zehn weitere Gipfel der Bergkette liegen über 2000 m.
Administrativ gehört die Potts Range zum Ashburton District.